# 一千零一夜：阿拉丁和谢赫拉莎德
一千零一夜：阿拉丁和谢赫拉莎德 (Le mille e una notte - Aladino e Sherazade)，2012年意大利、德国制作的电视连续剧，2012年11月26日至11月27日在Rai 1高清HD频道播出。本剧根据《一千零一夜》改编，将阿拉丁的故事和谢赫拉莎德的故事融合在一起。

## 演员表
- 马可·波西（Marco Bocci）: 阿拉丁
- 瓦妮莎·海斯勒: 谢赫拉莎德（Sherazade）
- 斯坦奇·艾塞克（Stipe Erceg）: 贾法尔（Jafar）
- 安德烈提多那（Andrea Tidona）: 阿拉丁之父
- 丹妮拉·季奥丹诺（Daniela Giordano）: 阿拉丁之母
- 罗夫·凯尼斯（Rolf Kanies）: 哈里发（谢赫拉莎德之父）
- 加里·勒斯培（Jalil Lespert）: 奥马尔
- 拉弗尔·拉意（Raffaella Rea）: 贾思敏（Jasmine）
- 塞拉·耶尔马兹（Serra Yilmaz）: 希林（Shirin）
- 贝缇娜·齐摩曼（Bettina Zimmermann）: 艾丽萨（谢赫拉莎德后母）
- 帕兹·维嘉: 女巫那木那
- 马西莫·洛佩兹（Massimo Lopez）: 天才

## 收视
| Nº | 标题            | 首播时间       | 观众      | 比率   |
| -- | --------------- | -------------- | --------- | ------ |
| 1  | Prima puntata   | 2012年11月26日 | 5.769.000 | 20.02% |
| 2  | Seconda puntata | 2012年11月27日 | 6.111.000 | 21,33% |

## 备注
1. ↑  .   [2016-09-13]. （原始内容存档于2015-09-23）.
2. 1 2  .   [2016-09-13]. （原始内容存档于2019-06-30）.
3. 1 2  .   [2016-09-13]. （原始内容存档于2018-12-11）.